# Rock Around the Clock

„Az óra körbejár ... Kezdődik az új világ ... Az óra körbejár ... Kezdődik az új időszámítás ... Ez hát az új világ...”

–  Nagy Feró / Beatrice : Ez csak rock 'n' roll. 

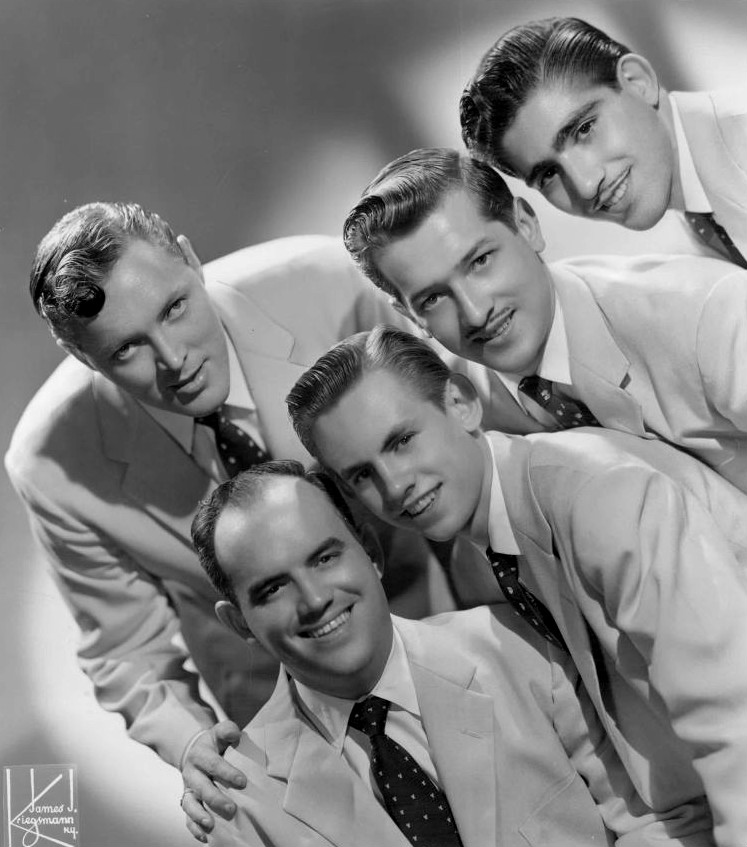
Bill Haley & His Comets

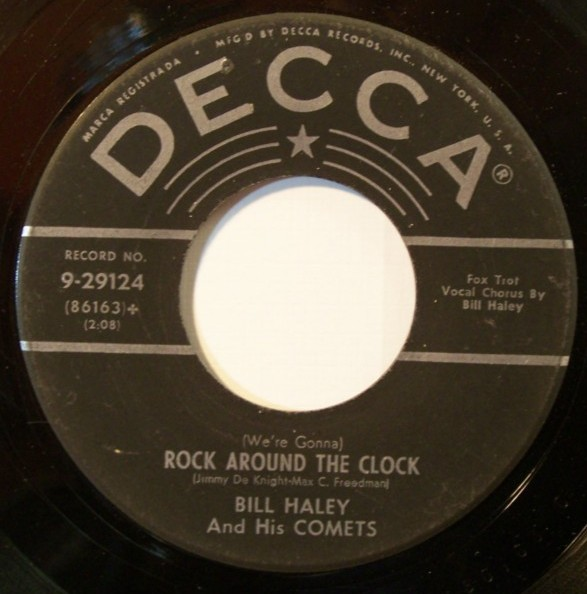

A Rock Around the Clock (Rock éjjel-nappal, Táncolj szakadatlanul elterjedt félrefordításban Rock az óra körül) egyike a rock and roll zenei stílus legkorábbi, legjelentősebb és leghíresebb dalainak, szerzői: Max C. Freedman és James E. Myers (ő sokszor a Jimmy De Knight művésznéven volt feltüntetve). A dal a Bill Haley & His Comets nevű zenekar előadásában lett világsláger, világsikert hozó formájában először 1954. május 20-án (mint single) jelent meg a Decca lemezkiadó jóvoltából, habár létezett egy korai, Sonny Dae által előadott változata is; a Bill Haley-féle változatnak is kellett néhány hónap, hogy a slágerlisták élére kerüljön. A dal teljes címe eredetileg We're Gonna Rock Around the Clock Tonight, így jelent meg az első, a Decca által gondozott kiadásokon (az azonos című single, illetve Haleyék harmadik stúdióalbuma, szintén Rock Around the Clock címen). A későbbi kiadásokban a "We're Gonna" szavakat már zárójelbe tették, illetve teljesen elhagyták.
A dal akkor vált igazán szenzációs sikerré, amikor a megjelenése után pár hónappal mozikba került Blackboard Jungle (Tábladzsungel) című filmben is előadták (már a film 55-ös trailerét is a dallal festették alá), és a slágerlisták élére ugrott mind Amerikában, mind az Egyesült Királyságban. A film botrányt okozott, mert népszerűsítette a rock and rollt, és ezáltal egy szexuálisan szabadosabbnak gondolt életmódot, továbbá a film lázadó diákokról szól és a fiatalkorú bűnözés problémájával is foglalkozik (az elkövetők szemszögéből is), ezért egyesek egyenesen a huliganizmus egyik kiváltójának tartották.
A dalt később több más filmben is előadták, a Rock Around the Clock kedvéért pl. egy új felvételt készítettek, ill. a Happy Days c. népszerű sorozatnak az első két évadon keresztül a főcímzenéje volt.
A Rock Around the Clock egyike a legjelentősebb, nemcsak stílus-, hanem korszakmeghatározó könnyűzenei világslágereknek.

## Elkészülte
A dalt a szerzők eleve Bill Haleynek szánták, mivel Myers jó munkakapcsolatban volt Haleyvel 1956-ig, és rendszeresen neki írt dalokat. Bill Haley dala előtt már két azonos vagy nagyon hasonló című dal is megjelent, ezeknek azonban semmi közük a Haley által énekelt slágerhez.
Érdekesség, hogy az egyik szerző, Max Freedman, már hatvanas éveit taposta, amikor megírta a forradalmi hatású dalt. A dallam alapjait a társa, Myers szerezte (legalábbis Myers így mesélte el különböző sajtótermékeknek a saját történetét, amit nem mindenki fogad el hitelesnek), és a szöveg egy részét is sikerült megírnia hivatalában, egy lemezkiadó cég philadelphiai irodájában. Már jó ideje (hónapok óta) dolgozott rajta, de elakadt vele, amikor besétált Max Freedman, és a segítségével egy ültő helyükben befejezték a dalt. A történetet azonban számosan, akik mindkét szerzőt ismerték, köztük a Comets alapító tagja és billentyűse, Johnny Grande, kétségbe vonják. Szerintük az egész dalt Freedman írta, és Myers nevét csak azért kellett feltüntetni, mivel ezt a dal megírása előtt szerződésben rögzítették.
Az anyagot Haley-nek adták, aki elvitte kiadójához, az Essexhez, de a kiadó vezetője, Dave Miller, valószínűleg a Myers-szel való személyi ellentétek miatt, többször is elutasította, hogy felvegyék (Haley önéletrajza szerint három alkalommal próbálkozott, s akadt, amikor Miller egyenesen széttépte a neki adott dalvázlatot). Részben emiatt Haley kiadót váltott, s átpártolt a Decca Recordshoz. Ezalatt a dal produceri döntésre először a Sonny Dae and His Knights nevű zenekarhoz került, az általuk előadott e korai formájában mérsékelt sikert aratott és mára jórészt elfeledték. A korai változat csak helyben, Philadelphiában lett népszerűbb, habár ez elég ösztönzést adott Haleynek, hogy minél sürgősebben elkészítse a saját felvételét. A felvétel New Yorkban történt a 70. utca 135. házában, a Püthiások Temploma nevű épületben berendezett stúdióban (a név magyarázata, hogy ez az épület korábban a Püthia Lovagjai nevű szabadkőműves páholy székhelye volt). A munkálatok 1954 április 12-én fejeződtek be.
A dalban hallható, a korabeli megszokáshoz képest extra gyors tempójúnak számító gitárszólót teljes egészében Haley és üstökösei egyik előző, 1954-es slágeréből, a Rock the Joint-ból emelték át (de 57-ben az utóbbi dalt is újravették, és ezen változat kedvéért a gitárvonalat teljesen átírták, lecserélték, a dalnak végül ezen változatai lettek igazán közismertek).

## Jelentősége

### ARock Around the Clockmint az első rock-and-roll dal
Az „első rock and roll dal” illetve az „első rockdal” címre számos dal tart igényt, pl. Fats Dominotól  az 1949-es Fat Man, vagy - ahogyan a Rolling Stone szakértői váltig állítják - Elvis Presley egyik single-je, a That's All Right, Mama (1954 július 5.), vagy a Haley és üstökösei által is feldolgozott Rocket 88, vagy a Big Joe Turner blues-sztártól „ellesett” (sietősen újrafeldolgozott) Shake, Rattle and Roll; illetve az együttes olyan „sajátabb” további slágerei, mint a Crazy Man Crazy, vagy a Rock the Joint. A Sebők-Jávorszky-féle Rocktörténet első kötete oldalakat szentel csak ennek a problémának. Abban mindenesetre sok forrás egyetért, hogy a Rock Around the Clock volt a slágerlisták élén tartósan szereplő első rock and roll dal, és az első rockdal, amely világslágerré vált.
Voltak Bill Haleynél sikeresebb rock and roll énekesek is (pl. az említett Elvis Presley), és magának Haleynek is voltak korábbinak tekinthető slágerlistás rock-and-roll dalai (a fentebb már említettek); mégis jelen van a közvélekedésben az a némileg pontatlan, leegyszerűsítő vélemény, hogy a rock and roll megszületését a Rock Around the Clock c.  daltól számíthatjuk.

### Népszerűsége
A kicsit később kiadott Shake, Rattle and Roll című dallal szemben, amely 1954 és 55 között Haleyék „húzóslágere” volt,  a Rock Around the Clock sokáig másodhegedűs maradt (a single album változatok kiadása után az első hamar elérte az 1 milliós eladott példányszámot, míg a másodiknak meg kellett elégednie 75 ezer példánnyal). A Decca Records és azon belül is Milt Gabler lemezproducer bizalmát azonban mutatta, hogy mindkét dal felkerült az 1955 elején megjelent Shake, Rattle and Roll című válogatásalbumra, ami akár Haleyék harmadik stúdióalbumának is tekinthető (ekkoriban az LP-k megjelentetése nem volt szokásban, ezt épp a blues-rock-korszak hozta divatba). A korábbi single-kből válogatott albumon a Rock Around the Clock sorrendben az ötödikként kapott helyet.
A Tábladzsungel c. film, ami az egyik kulcstényező volt a slágerlista élére kerüléshez, az USA-ban először New Yorkban, 1955 márciusában jelent meg.
A slágerlista (konkréten a Billboard Pop) élére való kerülés történelmi dátuma 1955. július 9., ezzel a Rock Around the Clock lett a világon az első listavezető rock-and-roll dal; nyolc hétig maradt az első helyen Hasonlóan szerepelt az angol és európai listákon is, valamint a Cashbox magazin listáin. Nagyjából ugyanebben az időben a Billboard R&B listán a harmadik helyet foglalta el. A Billboard 1955-ben az év 2. legjobb dalának választotta (Pérez Prado Cherry Pink and Apple Blossom White c. single-je előzte meg).
A Rock Around the Clock a mai napig a világ egyik legismertebb dala. A Guinness Rekordok Könyve szerint mintegy 25 millió példány kelt el belőle csak a különböző vinyl alapú hanghordozókon (a CD eladásokat a könyv, mint amit reménytelen megszámolni, nem követi nyomon), s ezzel a világ három legtöbbet eladott dala közt szerepel, Bing Crosby egyik karácsonyi dala mellett.

## Változatok
A dalt Bill Haley is több változatban jelentette meg. Az eredeti változat (az 1954/55-ös single) 2:08 hosszú. Később még egyszer újra felvették a dalt, ennek során két másodperccel hosszabbodott, mivel az egyik Comet a felvétel elején elkezdett számolni: "one, two ...". Ez egy viszonylag elterjedt változat. A dalt később többször is felvették a Rock Around the Clock LP újrakiadásaihoz, ennek során újramaszterelésen és apróbb változtatásokon is átesett. A legtöbb népszerű válogatáslemezen már ezek a késői felvételek szerepelnek.

### Felvételek
- Grooveshark
- Bill Haley & His Comets: Rock Around the Clock (Rock éjjel-nappal. Élő felvétel a Rock Around the Clock c. amerikai „koncertfilm” (1956) számára)[1]